# Генический уезд
Генический уезд (укр. Генічеський повіт) — административно-территориальная единица Запорожской губернии с центром в городе Геническ.

## География
Генический уезд был расположен на юго-западе Запорожской губернии. Уезд просуществовал с 26 октября 1921 года по 1 декабря 1922 года.

## История
Образован 26 октября 1921 года в составе Запорожской губернии с центром в Геническе из волостей: Азкуйской, Ново-Григорьевской с включением Атманая и острова Бирючего из Ефремовской волости, Петровской, Павловской Мелитопольского уезда, Рождественской, Ново-Троицкой, Громовской (Ново-Дмитриевской) Днепровского уезда, Николаевской губернии.
По состоянию на 15 ноября 1921 года уезд состоял из 7 волостей:
| № | Название волости   |
| - | ------------------ |
| 1 | Ново-Григорьевская |
| 2 | Ново-Дмитриевская  |
| 3 | Ново-Троицкая      |
| 4 | Павловская         |
| 5 | Петровская         |
| 6 | Рождественская     |
| 7 | Юзкуйская          |

## Примечание
1. ↑  КОРОТКА ІСТОРИЧНА ДОВІДКА ПРО ЗМІНИ АДМІНІСТРАТИВНО-ТЕРИТОРІАЛЬНОГО ПОДІЛУ НА ЗАПОРІЖЖІ (1770—1994 рр.). Дата обращения: 28 мая 2022. Архивировано 21 июня 2016 года.
2. ↑  Постановление ВУЦИК № 617 от 26 октября 1921 г. «Об образовании Генического уезда».
3. ↑  Собрание Узаконений и Распоряжений Рабоче-крестьянского Правительства Украины, № 21 (15-26 октября 1921 г.), стр. 733.
4. ↑  «Вісти» ВУЦИК от 16 ноября 1921 г., № 221, стр. 4. Дата обращения: 31 мая 2022. Архивировано 31 мая 2022 года.
5. ↑  Список волостей Украинской Советской Социалистической Республики (приложение к схематической административной карте Украины, изданной Ц. С. У. Украины по данным на 15 ноября 1921 г.): Харьков, 1921 г. — стр. 10